# Rocca Grimalda
Rocca Grimalda är en ort och kommun i provinsen Alessandria i regionen Piemonte i Italien. Kommunen hade 1 474 invånare (2018).